# 旭町 (練馬区)
旭町（あさひちょう）は、東京都練馬区の町名。住居表示実施済み。現行行政地名は旭町一丁目から旭町三丁目。郵便番号179-0071。

## 地理
練馬区北辺部に位置する。北で板橋区成増、北東で板橋区赤塚新町、東で光が丘、南で高松、南西で土支田、西で埼玉県和光市白子と隣接する。北部は成増駅に続く住宅地として利用され、南部は都営光が丘第1アパートの一部や都営旭町二丁目アパートとその周縁の住宅地として利用される。2014年（平成26年）10月1日現在の面積は0.770km2。

### 地価
住宅地の地価は、2025年（令和7年）1月1日の公示地価によれば、旭町1-40-5の地点で37万3000円/m2、旭町3-1-7の地点で48万3000円/m2となっている。

## 歴史
旧・武蔵国豊島郡下土支田村。1949年（昭和24年）1月1日、練馬区練馬土支田町から「練馬」を取り除くことになった際、練馬土支田町一丁目のみが独立して旭町となった。
地名の由来
瑞祥地名であり、同区の旭丘とは関係がない。

## 世帯数と人口
2025年（令和7年）4月1日現在（練馬区発表）の世帯数と人口は以下の通りである。
| 丁目       | 世帯数    | 人口     |
| ---------- | --------- | -------- |
| 旭町一丁目 | 1,976世帯 | 4,244人  |
| 旭町二丁目 | 2,679世帯 | 4,578人  |
| 旭町三丁目 | 2,467世帯 | 4,216人  |
| 計         | 7,122世帯 | 13,038人 |

### 人口の変遷
国勢調査による人口の推移。
| 年                 | 人口   |
| ------------------ | ------ |
| 1995年（平成7年）  | 11,713 |
| 2000年（平成12年） | 12,556 |
| 2005年（平成17年） | 12,535 |
| 2010年（平成22年） | 12,935 |
| 2015年（平成27年） | 12,740 |
| 2020年（令和2年）  | 13,149 |

### 世帯数の変遷
国勢調査による世帯数の推移。
| 年                 | 世帯数 |
| ------------------ | ------ |
| 1995年（平成7年）  | 5,053  |
| 2000年（平成12年） | 5,674  |
| 2005年（平成17年） | 5,753  |
| 2010年（平成22年） | 6,216  |
| 2015年（平成27年） | 6,160  |
| 2020年（令和2年）  | 6,712  |

## 学区
区立小・中学校に通う場合、学区は以下の通りとなる（2022年7月現在）。
| 丁目       | 街区     | 小学校                       | 中学校                   |
| ---------- | -------- | ---------------------------- | ------------------------ |
| 旭町一丁目 | 33番22号 | 練馬区立光が丘四季の香小学校 | 練馬区立光が丘第一中学校 |
| 旭町一丁目 | その他   | 練馬区立光が丘四季の香小学校 | 練馬区立豊渓中学校       |
| 旭町二丁目 | 全域     | 練馬区立旭町小学校           | 練馬区立豊渓中学校       |
| 旭町三丁目 | 全域     | 練馬区立旭町小学校           | 練馬区立豊渓中学校       |

## 交通
鉄道
地内に鉄道はない。北部では東武東上線成増駅及び東京メトロ有楽町線・副都心線地下鉄成増駅が、南部では都営地下鉄大江戸線光が丘駅が利用される。
バス
成増からの西武バスと国際興業バスが地内を南北に通過する。
光が丘西大通りを経由する系統
- 西武バス光31系統・練高01系統・練高02系統：光が丘駅・練馬高野台駅方面

向山通りを経由する系統
- 西武バス練42系統：谷原二丁目・練馬区役所・練馬駅方面
- 西武バス吉60系統：石神井公園駅・上石神井駅・吉祥寺駅方面
- 西武バス増72系統：白子折返所行き
- 国際興業バス石02系統・石03-2系統・増16系統 比丘尼橋・三軒寺・石神井公園駅方面

その他
- みどりバス保谷ルート

道路
- 国道254号 - 北辺を走る。
- 東京都道443号南田中町旭町線（笹目通り） - 南西辺を走る。

## 事業所
2021年（令和3年）現在の経済センサス調査による事業所数と従業員数は以下の通りである。
| 丁目       | 事業所数  | 従業員数 |
| ---------- | --------- | -------- |
| 旭町一丁目 | 146事業所 | 1,109人  |
| 旭町二丁目 | 60事業所  | 486人    |
| 旭町三丁目 | 114事業所 | 990人    |
| 計         | 320事業所 | 2,585人  |

### 事業者数の変遷
経済センサスによる事業所数の推移。
| 年                 | 事業者数 |
| ------------------ | -------- |
| 2016年（平成28年） | 310      |
| 2021年（令和3年）  | 320      |

### 従業員数の変遷
経済センサスによる従業員数の推移。
| 年                 | 従業員数 |
| ------------------ | -------- |
| 2016年（平成28年） | 2,309    |
| 2021年（令和3年）  | 2,585    |

## 施設
- 科学技術振興機構情報資料館 - 1980年7月開館[15]、2016年2月29日閉館[16]。2017年11月6日[17]より2019年5月31日まで耐震工事を行う練馬東税務署の仮庁舎として利用[18]。跡地は特別養護老人ホームとして利用されることとなり2019年に整備事業者が選定[19]された。庁舎は取り壊される。
- 光が丘警察署土支田交番
- 光が丘警察署旭町駐在所
- 練馬旭町郵便局
- 東京都立光丘高等学校
- 練馬区立豊渓中学校
- 練馬区立旭町小学校
- 旭幼稚園
- 旭町保育園
- 旭町第二保育園 - 都営光が丘第1アパート22号棟の一部。
- 日本ウェルネススポーツ専門学校
- 旭町はんの木緑地
- 前田建設工業技術研究所
- 仲台寺
- 本覚寺
- 妙安寺
- 出世稲荷神社
- 北野神社
- 稲荷神社

旭町南地区区民館は隣接する高松五丁目にあり町域内にない。

## その他

### 日本郵便
- 郵便番号 : 179-0071[3]（集配局 : 光が丘郵便局[20]）。